# Republic (Ohio)
Republic – wieś w Stanach Zjednoczonych, w stanie Ohio, w hrabstwie Seneca.